# Minnesota Magicians
Minnesota Magicians var ett amerikanskt juniorishockeylag som spelade i North American Hockey League (NAHL) mellan 2013 och 2022 när de blev sålda och flyttades till Eagle River i Wisconsin för att vara Wisconsin Windigo. De hade dock sitt ursprung från New Mexico Mustangs, som spelade i NAHL mellan 2010 och 2012. Laget spelade sina hemmamatcher i inomhusarenan Richfield Ice Arena, som har en publikkapacitet på 1 800 åskådare vid ishockeyarrangemang, i Richfield i Minnesota. Magicians vann inte någon Robertson Cup, som delas ut till det lag som vinner NAHL:s slutspel.
De fostrade spelare som bland annat Marc Michaelis och Ivan Prosvetov.